# Heinz-Hermann Schaper
Heinz-Hermann Schaper (* 31. März 1942 in Celle; † 21. Dezember 2018 in Bremen) war ein deutscher Politiker (SPD) und er war Mitglied der Bremischen Bürgerschaft sowie Leiter des Ortsamtes Bremen-West.

## Biografie

### Familie, Ausbildung, Beruf
Schaper absolvierte die Verwaltungsschule Bremen und war in Bremen als Beamter tätig; bis 1975 als Amtmann. 1975 wurde er auf Vorschlag der Beiräte der Stadtteile Findorff, Gröpelingen und Walle vom Bremer Senat zum Leiter des Amtes für Beiratsangelegenheiten West berufen, als Nachfolger von Hans Raschen (SPD), der Bürgerschaftsabgeordneter wurde. 1987 schied er nach seiner Wahl in die Bürgerschaft aus diesem Amt, sein Nachfolger wurde Bernd Peters. Im Mai 1989 wurde er bei der Senatskanzlei Referatsleiter für Kontakte zur Bürgerschaft, zu Parteien, Ortsämter, Gewerkschaften und Betriebsräte.
Er war verheiratet und hatte Kinder.

### Politik
Schaper war Mitglied der SPD im Ortsverein Bremen-Findorff und dort im Vorstand sowie Mitglied im Vorstand des SPD-Stadtkreises Bremen-West. 
Er war von 1987 bis 1989 Mitglied der 12. Bremischen Bürgerschaft und dort Mitglied verschiedener Deputationen u. a. für Bau sowie im Untersuchungsausschuss zum Gladbecker Geiseldrama. Er legte vorzeitig sein Mandat nieder, um eine Aufgabe in der Senatskanzlei wahrzunehmen.